# Застінок (Логойський район)
Застінок — (біл. вёска Засценок), село (веска) в складі Логойського району розташоване в Мінській області Білорусі, підпорядковане Плещеницькій сільській раді.
Село Застінок розташоване в центральних районах Білорусі, у північній частині Мінської області.